# Bàndicut bru septentrional
El bàndicut bru septentrional (Isoodon macrourus) és una espècie de bàndicut que només viu a les costes septentrional i oriental d'Austràlia, així com algunes illes properes, principalment Papua Nova Guinea. Tanmateix, no viu pas a l'interior del continent australià, on l'ambient és extremament calorós i poc acollidor per la majoria d'organismes.